# Рыльский, Максим Фадеевич
Макси́м Фаде́евич Ры́льский (укр. Максим Тадейович Рильський; 7 [19] марта 1895, Киев, Российская империя — 24 июля 1964, Киев, Украинская ССР, СССР) — советский украинский поэт, переводчик, публицист, общественный и политический деятель, лингвист, литературовед. Лауреат Ленинской премии (1960) и двух Сталинских премий (1943, 1950). Председатель Союза писателей УССР (1943—1946).
Академик Академии наук СССР (1958). Академик Академии наук УССР (1943). Депутат Верховного Совета СССР II—VI созывов.

## Биография

### Ранние годы
Отец Максима — Фадей Розеславович Рыльский, этнограф, общественный деятель, экономист и публицист, сын богатого польского дворянина Розеслава Рыльского и княжны Дарьи (Дануты) Трубецкой, выпускник Киевского университета. Один из предков Рыльских в XVII веке был киевским городским писарем. Прапрадед Ромуальд был учеником Уманской базилианской школы и во время Колиивщины в 1768 году чудом избежал смерти. Мать Максима, Мелания Фёдоровна, была простой крестьянкой из села Романовка (ныне — Попельнянский район, Житомирская область).
В 1902 году умер отец Максима, и семья переехала из Киева в Романовку. Максим вначале обучался в домашних условиях, с осени 1908 года — в частной гимназии Науменко в Киеве.
Ещё в детстве познакомился с композитором Н. В. Лысенко, этнографом Д. Н. Ревуцким, актёром и театральным режиссёром Панасом Саксаганским, этнографом и фольклористом Русовым Александром, которые оказали на него большое влияние. Некоторое время жил и воспитывался в семьях Лысенко и Русова. Первый поэтический сборник вышел в 1910 г.
После окончания частной гимназии Науменко в 1915—1918 годах обучался на медицинском факультете Киевского университета Св. Владимира, затем — на историко-филологическом факультете Народного университета в Киеве, основанного при гетмане П. П. Скоропадском, однако из-за гражданской войны и революции ни одного из них не окончил. Занимался самообразованием, изучением языков и музыки.
С 1919 по 1929 год работал учителем в селе, в частности в Романовке, затем в киевской железнодорожной школе, на рабфаке Киевского университета и в Украинском институте лингвистического образования.

### Творческая и общественная деятельность

#### Неокласик
Рыльский начал писать рано, первое его стихотворение было опубликовано в 1907 году, а первый юношеский сборник «На белых островах» вышел в 1910 году. Первым зрелым сборником считается «Под осенними звёздами» (1918, переиздан в новом составе в 1926 году).
В 1920-х годах входил в объединение неоклассиков, которое подверглось преследованиям официальной критики за оторванность от проблем социализма. В течение десятилетия вышло 10 поэтических сборников, в частности «Синяя даль» (1922), «Поэмы» (1925), «Сквозь бурю и снег» (1925), «Тринадцатая весна» (1926), «Звук и отзвук», «Где сходятся дороги» (оба в 1929 году), а также несколько книг с поэтическими переводами, среди которых следует выделить перевод поэмы Адама Мицкевича «Пан Тадеуш» (1927). Рыльский свободно владел 13 языками, мог переводить с 30 языков мира.
Как и остальные неоклассики, Рыльский в своём творчестве не реагировал на политические события и на протяжении 1920-х годов совершенно изолировался от советской действительности, лишь изредка в открытой форме высказывая возмущение идейно-политической и литературной атмосферой (особенно в статье «Моя апология, или самооборона» // Большевик (Киев). № 216. 1923, 23 сент.). Такое поведение вызвало острые нападки официальной критики и, в конце концов, привело к аресту Рыльского в 1931 году, после чего он почти год провёл в Лукьяновской тюрьме. После освобождения юморист Остап Вишня на несколько дней взял его к себе в гости в Харьков. Его друзья-неоклассики М. Драй-Хмара, П. Филипович, Н. К. Зеров были репрессированы и погибли в лагерях.

#### Советский поэт
После тюремного заключения направление творчества Рыльского изменилось, и в сборнике «Знак весов» (1932) он продемонстрировал активное принятие советской действительности, благодаря чему пережил годы Большого террора и даже был причислен к официальным советским поэтам. Творчество Рыльского разделилось на два самостоятельных направления — официальное и лирическое, в рамках последнего ему удалось создать независимые от политики произведения, которые до сих пор считаются классикой украинской литературы. Однако это не мешало подвергать его «профилактическим» нападкам; в частности, в начале октября 1947 года «Советская Украина» опубликовала статью «О националистических ошибках М. Рыльского», где поэта обвиняли в «буржуазном объективизме, отсутствии большевистской партийности» и т. п.
С начала 1930-х годов выпустил тридцать пять поэтических сборников, среди которых лучшими считаются «Знак весов» (1932), «Лето» (1936), «Украина», «Сбор винограда» (1940), «Слово о родной матери», «Розы и виноград» (1957), «Голосеевская осень», «Зимние записи» (1964), а также четыре книги лирико-эпических поэм, множество переводов славянских и западноевропейских литературных произведений, научные труды по филологии и литературоведению.
В 1943 году избран академиком АН УССР, в 1958 году — академиком АН СССР. В 1943—1946 годах был председателем Союза писателей Украинской ССР. В 1944—1964 годах был директором Института искусствоведения, фольклора и этнографии АН Украины.
Член ВКП(б) с 1943 года. Депутат ВС СССР с 1946 года.

#### Знание языков
Владел украинским, русским, польским, французским и немецким языками, с которых в основном и переводил сочинения. Перевёл на украинский язык более двухсот тысяч поэтических строк, переводил также повести, романы, пьесы. Первым, кто начал учить юного Рыльского иностранным языкам, был его старший брат Иван[uk].

### Смерть
М. Ф. Рыльский умер от рака 24 июля 1964 года. Похоронен в Киеве на Байковом кладбище.
Могила Рыльского находится на киевском Байковом кладбище, где захоронены писатели Леся Украинка, Ванда Василевская и Олесь Гончар. Автор надгробия — скульптор Пётр Остапенко — в 2003 году открыл памятник поэту у центрального входа в Голосеевский парк, названный в честь Максима Фадеевича. На данный момент у писателя есть единственный правнук, Даниил Дмитриевич Рыльский, рождённый в городе Ромны.

## Семья
- Жена — Екатерина Николаевна (по первому браку — Очкуренко). Была женой друга Максима Рыльского — Ивана Очкуренко, с которой он познакомился в 1923 году в Киеве и увёл её к себе. 12 июля 1926 года они поженились. Рыльский усыновил сына Екатерины — «Жоржа» (Георгий Иванович Очкуренко-Рыльский; род. ок. 1918[7]).
- Родной сын — Богдан Максимович Рыльский (12 ноября 1930 — 25 января 1991), директор Киевского литературно-мемориального музея М. Рыльского (1966—1991), заслуженный работник культуры Украины (1966[8]).

## Награды и премии
- Ленинская премия (1960) — за книги стихов «Розы и виноград» (1957) и «Далёкие небосклоны» (1959)
- Сталинская премия первой степени (1943) — за стихотворения «Слово про рідну матір», «Світова зоря», «Світла зброя» и поэму «Мандрівка в молодість»[9]
- Сталинская премия третьей степени (1950) — за перевод на украинский язык поэмы А. Мицкевича «Пан Тадеуш»
- три ордена Ленина (18.03.1945; 18.03.1955; 24.11.1960)
- орден Трудового Красного Знамени (31.01.1939)
- орден Красной Звезды (01.10.1944)
- медаль «За доблестный труд в Великой Отечественной войне 1941—1945 гг.»
- Командор Ордена Возрождения Польши

## Память
- В 1965 году в честь Максима Рыльского названа улица в Киеве, на которой он жил и работал в 1951—1964 годах (бывшая Советская ул.). Рядом с этой улицей находится Голосеевский парк, которому в 1964 году также присвоено имя поэта. В 2003 году около центрального входа в парк был открыт памятник поэту авторы — скульптор, заслуженный художник Украины Пётр Остапенко и заслуженный архитектор Украины Олег Стукалов[10].
- В доме, где жил Рыльский (нынешний адрес — ул. М. Рыльского, 7), с 1968 года работает литературно-мемориальный музей поэта (до своей смерти в 1990(?) г. им руководил сын поэта, Богдан Максимович). Перед домом-музеем установлен бронзовый бюст Рыльского (скульптор — А. А. Ковалёв).
- В Уфе 2 октября 1985 именем Максима Рыльского названа одна из улиц в жилом массиве Сипайлово. В 2016 году на форуме Урбан Байрам рассматривался вопрос о предоставлении улице статуса арт-объекта и проведения там поэтических встреч.
- В 1998—2009 годах имя Рыльского носил теплоход проекта 301, заводской номер 336 (1979−1997 — «В. И. Ленин», 1998—2001 — «Максим Рильський», 2002—2009 — «Максим Рыльский», с 2010 — «Михаил Булгаков»).
- Институт искусствоведения, фольклористики и этнологии имени М. Ф. Рыльского НАН Украины.
- Киевская специализированная средняя школа № 7, Платоновский пер., 3, бывшая Железнодорожная школа, в которой работал Максим Рыльский, носит его имя. В школе создан музей поэта.
- В СССР и Украине были выпущены почтовые конверты и марки, посвящённые Максиму Рыльскому.

- Почтовый конверт СССР, 1985 год
- Максим Рыльский на почтовой марке Украины, 1995 год
- Теплоход «Максим Рыльский»

## Издания на русском языке
- Рыльский М. Сочинения в 4-х томах М., 1962—1963.
- Рыльский М. Избранные произведения в 2-х томах. М., 1957.
- Рыльский М. Путешествие в молодость. Поэма. Перевод с украинского Н. Ушакова. М., 1945. Художник Г. Фишер.
- Рыльский М. Избранное. М. 1940.